# Jaguar XK150
Jaguar XK 150 — спортивний автомобіль, що прийшов 1957 на заміну моделі Jaguar XK140 і випускався компанією Jaguar Cars Ltd. впродовж 1957–1961 років. Загалом виробили 9395 авто даної моделі.

## Конструкція

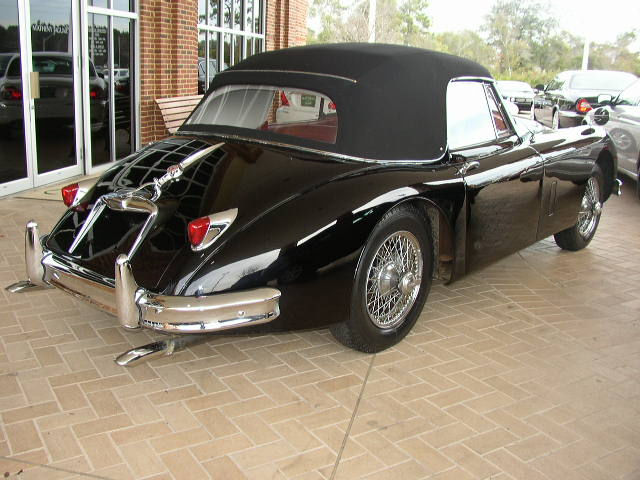
Jaguar XK 150 DHC

Модель випускалась з дводверними кузовами FHC купе (англ. Fixed Head Coupé) і DHC кабріолет (англ. Drop Head Coupé). Існувало декілька модифікацій моделі ХК150 з рядними моторами робочим об'ємом 3442 см³ потужністю 193–213 к.с. та 3781 см³. Мотор доповнювала 4-ступінчаста коробка передач. Як опції могла встановлюватись система овердрайв чи автоматичну коробку передач BorgWarner.

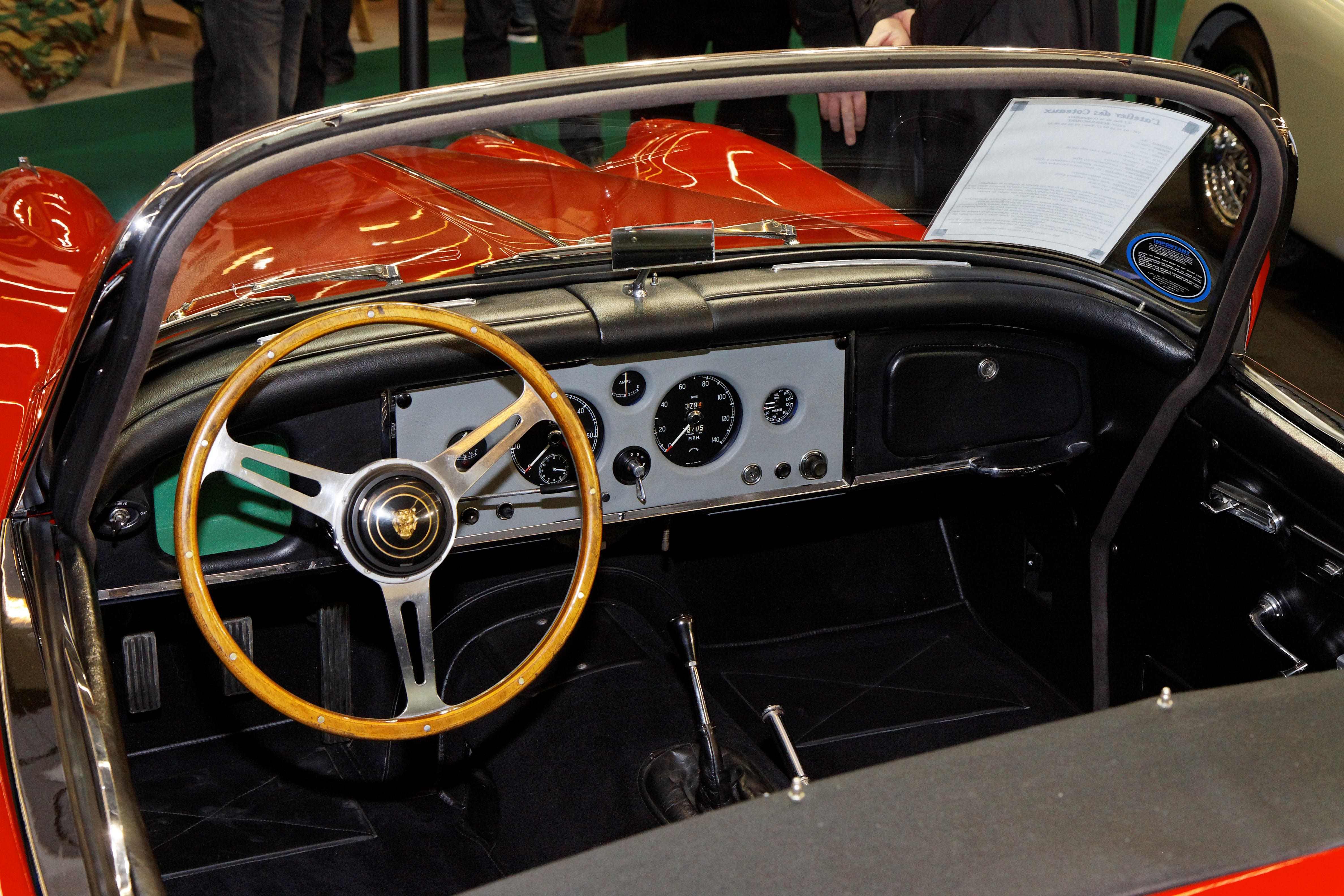
Панель приладів

З 1958 випускали модель XK 150 S з трьома карбюраторами, що дозволяло розвинути потужність 254 к.с. і максимальну швидкість 215 км/год (+ 5 км/год.). На початку 1959 почали встановлювати мотор об'ємом 3781 см³ з потужністю 223 к.с. і 267 к.с., що дозволяло розвинути 215 км/год. Модель ХК150 однією з перших отримала дискові гальма на усіх колесах.
З 1958 почали встановлювати 2-місні кузови OTS родстер (англ. Open Two Seater). Загалом було виготовлено 1300 родстерів OTS, 3457 купе FHC, 1893 кабріолетів DHC та на базі XK 150 S 888 родстерів, 199 купе, 104 кабріолети. У березні 1961 модель Jaguar XK 150 замінила модель Jaguar Типу E.

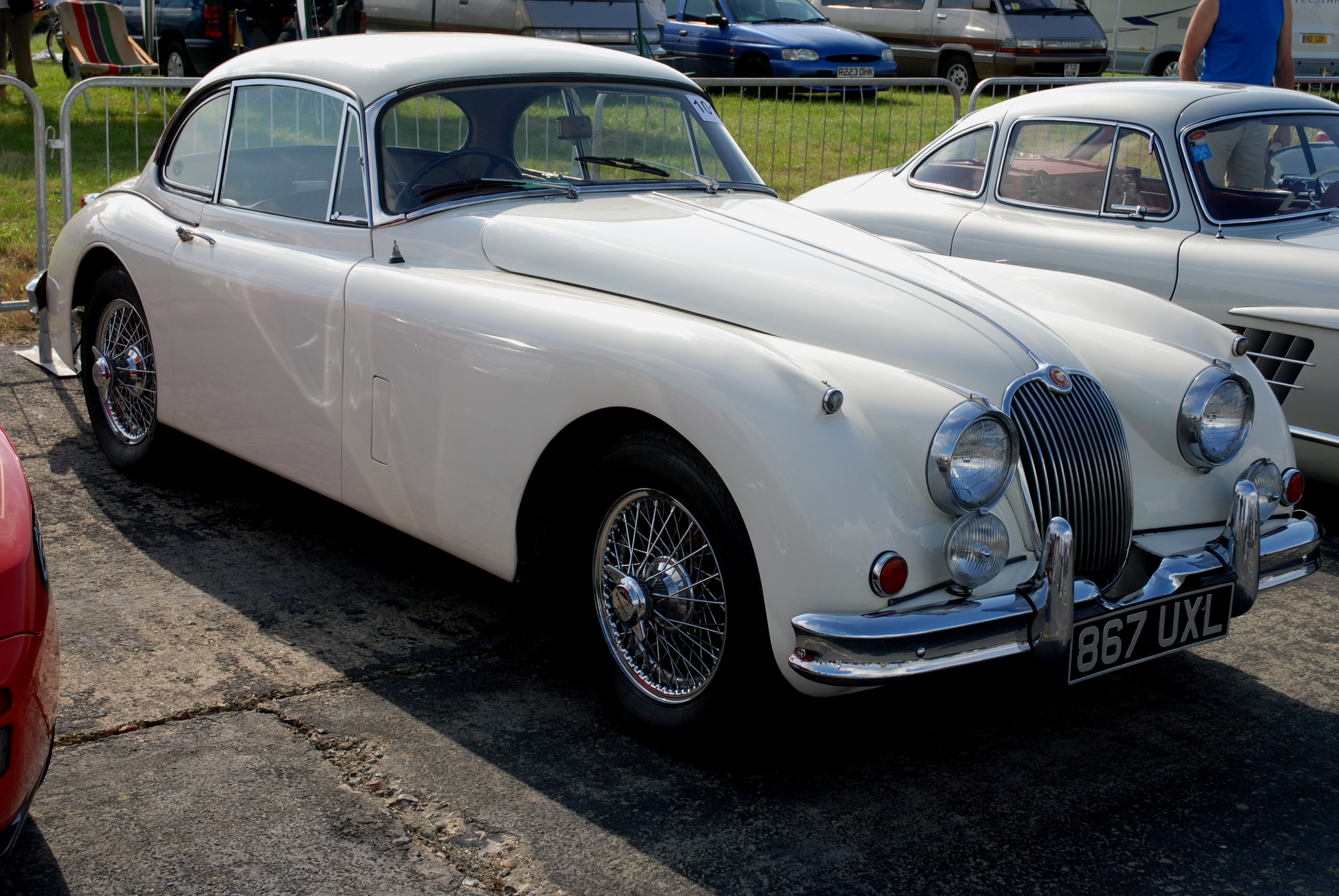
Jaguar XK 150. Купе